# Людина нізвідки (фільм, 1961)
«Людина нізвідки» (рос. «Человек ниоткуда») — російський радянський комедійний художній фільм 1961 року, поставлений на кіностудії «Мосфільм» режисером Ельдаром Рязановим.
За задумом автора, фільм повинен був показати радянську дійсність очима «людини зі сторони», а також сатирично розкрити «окремі недоліки» радянського буття. Рязанов визначив жанр фільму як «комічну ненаукову фантастику». Це комедія про пригоди дикуна з фантастичного племені тапі, якого радянський антрополог вирішив долучити до цивілізації. Опинившись у Москві, дикун зауважує, що деякі «цивілізовані люди» не вельми відрізняються від його співплемінників.

## Сюжет
У чорно-білому пролозі радянська експедиція досліджує Памір. Головний герой — молодий антрополог Володимир Поражаєв, який вірить у існування легендарного племені тапі. Та його найкращий друг та начальник експедиції (і колишній однокласник) Крохальов вважає, що Поражаєв просто фантазер. Поражаєв, настоюючи на своєму, відволікається та падає прірву, де вдаряється головою об камінь і неритомніє.
Поражаєв отямлюється прив'язаним до стовпа разом з дикуном-тапі на прізвисько Дивак. Інші тапі хочуть з'їсти Дивака за численні «злочини»: небажання їсти друзів, читання віршів і галантне ставлення до жінок. При цьому вождь племені і зовні, і манерами дуже нагадує Крохальова. Вождь заявляє, що його рішення «незмінне, як незмінні в небі зорі». Поражаєв згадує, що в цьому районі пролітатиме супутник, і вирішує врятувати себе й Дивака. Він каже дикунам, що нашле на них зорю, якщо вони його з'їдять, і в цей момент над ними пролітає супутник. Налякані тапі відпускають антрополога і Дивака. Поражаєв забирає дикуна з собою в Москву.
Навчившись читати, Дивак бажає стати такою ж людиною, як усі навколо. Дивака затримує міліція, сприйнявши за хулігана, тому Поражаєв видає себе за тренера, а Дивака — за бігуна. Потім Дивак виграє змагання з бігу, залицяється до одруженої жінки, що йому сподобалася, всерйоз сприймає виставу в театрі, тимчасово стає головою спортивної секції. Поражаєв показує Диваку Москву з вертольота і пояснює, що дикун зможе стати цивілізованою людиною, якщо почне працювати на спільне благо. Дивак губиться в місті і його забирають до лікарні, де він заспокоюється, бо лікар каже йому, що Дивак точно людина, якщо йому не байдуже на інших.
Тим часом Крохальов думає, що Поражаєв загинув, і намагається добитися уваги його коханої Олени. Поражаєв доводить, що він живий і скликає вчених на наукову конференцію, де всіляко доводить професорам, що плем'я тапі дійсно існує. Крохальов заперечує всі аргументи та принижує Поражаєва. Дивак, який за час свого перебування в Москві вже зустрів чимало зарозумілих і нещирих людей, вирішує, що Крохальов, отже, не людина і його можна з'їсти. Проте він пересилює своє бажання, а потім переконує Олену, що Поражаєв не забув її та кохає.
Несподівано Поражаєва обирають в космонавти. Дивак не хоче покидати друга і пробирається вслід за ним у ракету. В польоті обоє випадають з ракети та опиняються на Памірі. Дивак іде до своїх родичів, щоб навчити їх як стати людьми, і обіцяє приручити орла, щоб послати Поражаєву листа.
У чорно-білому епілозі виявляється, що всі пригоди з Дикуном наснилися Поражаєву. Інші учасники експедиції знаходять його і будять. Але Поражаєв обіцяє собі, що все-таки знайде плем'я тапі.

## У ролях
- Сергій Юрський — Дивак
- Юрій Яковлєв — Володимир Поражаєв
- Анатолій Адоскін — Миша, лікар
- Юрій Бєлов — Гаврилов, старший сержант міліції
- Людмила Гурченко — Олена
- Нінель Мишкова — Оля
- Анатолій Папанов — Аркадій Крохальов, також вождь племені тапі, актор театру трагікомедії, спортсмен-дебошир
- Антоній Ходурський — Микола Петрович, актор, режисер і директор театру трагікомедії
- Володимир Муравйов — капітан, начальник відділення міліції
- Володимир Піцек — перукар
- Михайло Трояновський — професор антропології
- Петро Савін — Дмитро Петрович Крилов
- Георгій Тусузов — старий тапі
- Євген Моргунов — кухар з племені тапі
- Валентин Брилєєв — людина з племені тапі
- Юрій Нікулін — старшина міліції
- Георгій Мілляр — електромонтер